# William Rarita
William Rarita (Bordeus, 21 març de 1907 - Berkeley, 3 de juliol de 1999) fou un físic teòric que va treballar principalment en física nuclear, en física de partícules i teoria de la relativitat mecànica quàntica. És famós sobretot per la formulació de l'equació de Rarita-Schwinger. A més a més, col·laborà amb Herman Feshbach. En el moment de la seva jubilació el 1996, estava fent recerca en LBNL. La seva famosa fórmula és aplicable a partícules espín 3/2 en lloc de partícules espín 1/2. Va morir a l'edat de 93 anys.